# Poldokhtar
Poldokhtar (persiska: پلدختر), eller Pol-e Dokhtar (پل دختر), är en ort i Iran. Den ligger i provinsen Lorestan, i den västra delen av landet, 400 km sydväst om huvudstaden Teheran. Poldokhtar ligger 663 meter över havet och antalet invånare är 22 558.
Orten är administrativ huvudort i delprovinsen (shahrestan) Pol-e Dokhtar, även kallad Poldokhtar.
Terrängen runt Poldokhtar är varierad.Runt Poldokhtar är det ganska glesbefolkat, med 28 invånare per kvadratkilometer. Poldokhtar är det största samhället i trakten. Omgivningarna runt Poldokhtar är i huvudsak ett öppet busklandskap.